# UP电子竞技俱乐部
UP电子竞技俱乐部（英語：Ultra Prime，简称UP）是一家中国大陆职业电子竞技俱乐部，隶属于能兴集团。2021年3月29日，UP宣布收购eStar Gaming《英雄联盟》分部，正式进入英雄联盟职业联赛（LPL）。